# That's Cunning! Shijō Saidai no Sakusen?
That's Cunning! Shijō Saidai no Sakusen? (Ｔｈａｔ’ｓカンニング！史上最大の作戦？ - That’ s kan'ningu! Shijōsaidainosakusen?) è un film del 1996 diretto da Hiroshi Sugawara.
Commedia giapponese di ambito universitario, in cui degli studenti si arrangiano per poter superare le prove scritte con ogni mezzo.
La cantante di successo Namie Amuro è qui alla sua prima interpretazione in un lungometraggio, affiancata da Tatsuya Yamaguchi, anche lui noto più come cantante che come attore.

## Trama
Nel corso di un esame scritto nella facoltà di chimica, sono parecchi gli studenti che hanno escogitato ogni sorta di mezzo per poter copiare risposte. La ferrea sorveglianza finisce per cogliere sul fatto il malcapitato Kamei. Di fatto, tutti i ragazzi che alloggiano nel dormitorio Sigma, avevano imbrogliato, ad eccezione di Kenji Kimura, il quale si è accorto della cosa, notando come anche la bella Yumi Morishita, sua compagna di liceo della quale è da sempre segretamente innamorato, avesse adottato dei trucchi.
Il severissimo professor Yusuke Migita decreta l'espulsione di Kamei a monito per tutti gli altri. Lo stesso Migita sta anche cospirando con il preside dell'università per effettuare una grandiosa speculazione edilizia che prevede la demolizione degli attuali dormitori, vecchi e semivuoti. La proposta al consiglio universitario è accolta solo a patto che effettivamente gli studenti ospitati in questi edifici risultino di profitto scarso, come assicurato dal professor Migita.
Il rinomato professor Namazuda, che frequentò quel dormitorio, si reca dai ragazzi, cui si è aggiunta nel frattempo Yumi Morishita, per spronarli a studiare, così da salvare lo storico edificio. Con sorpresa degli stessi ragazzi, l'esimio luminare non solo non disdegna l'utilizzo di imbrogli nei compiti scritti, ma confessa di averne fatto uso lui stesso!
Oltre ai loschi piani speculativi, emerge che Migita abbia sottratto a Namazuda degli studi importantissimi che sta per spacciare per propri. Kimura sprona i compagni perché reagiscano alle intimidazioni del professore, riuscendo a farsi promettere che se al successivo compito prenderanno tutti il massimo dei voti, il loro compagno Kamei sarà riammesso agli studi.
Il giorno dello scritto, i ragazzi hanno abilmente acquisito copia dei compiti loro assegnati, ma poi scoprono di essere stati vittima di una trappola, perché il compito è diverso e complicatissimo. Ma grazie agli artifici del gestore del dormitorio nonché cuoco, Mr Chin, che mette fuori causa tutti gli assistenti di Migita, e con la complicità dell'erudito assistente del prof. Namazuda, i ragazzi riescono incredibilmente ad avere la soluzione del compito eludendo i controlli.
Migita non si capacita di come i ragazzi possano aver superato lo scritto e mentre li sta perquisendo è raggiunto dal rettore dell'università cui un suo assistente ha denunciato il plagio in corso nei confronti del prof. Namazuda. La situazione si ribalta e mentre Migita viene screditato completamente, ai ragazzi viene assicurata la salvezza del loro dormitorio con la riammissione di Kamei agli studi.
I compiti, tutti sospettamente uguali, sono poi annullati dagli assistenti del professore, ma i ragazzi possono comunque dirsi soddisfatti, mentre Migita esce malconcio anche da un incidente di laboratorio, originato involontariamente da un'imbranata Morishita.
In fine Morishita, che si era dichiarata a Kimura confessando di odiare la chimica ed essersi iscritta a questa facoltà solo per lui, ora dice di aver deciso di seguire la sua vocazione di fare l'insegnante di scuola materna, per cui dovrà andarsene. Kimura chiarisce di averla sempre amata chiudendo un malinteso che durava da tempo.